# Барятино (Лев-Толстовский район)
Баря́тино — село в Лев-Толстовском районе Липецкой области. Входит в состав Знаменского сельсовета.

## География
Село находится на расстоянии 6 км к северо-востоку от посёлка Лев Толстой, административного центра района.

### Часовой пояс
Село Барятино, как и вся Липецкая область, находится в часовой зоне МСК (московское время). Смещение применяемого времени относительно UTC составляет +3:00.

## Население
| 1859 | 1897 | 1906 | 2000 | 2010 |
| ---- | ---- | ---- | ---- | ---- |
| 493  | ↗637 | ↗754 | ↘18  | ↘9   |

## Улицы
В селе имеется одна улица — Садовая.